# メフェネシン
メフェネシン（英： Mephenesin （INN））はmyanesinとも呼ばれる 、中枢に作用する筋弛緩薬である。ストリキニーネ中毒の解毒剤としても使用できる。しかし、メフェネシンは作用時間が短く、脳よりも脊髄への作用が大きいため、臨床用量では顕著な呼吸抑制があり、治療指数が非常に低くなるという大きな欠点がある。アルコールや他の抑うつ薬との併用は特に危険で、死に至る可能性がある。Mephenesin was the inspiration for the synthesis of a derivative of 1,3-propanediol, meprobamate, by Bernard Ludwig and Frank Berger, the first tranquilizer to see widespread clinical use. メフェネシンは北米では使用できなくなったが、イタリアや他の数か国では使用されている。より吸収のよい関連薬であるメトカルバモールにほぼ置き換わった。
メフェネシンはNMDA受容体拮抗薬である可能性がある。メフェネシンは以前、Décontractylと呼ばれるOTC筋弛緩剤としてフランスで使用されていたが、Sanofi Aventisによる製造が中止となり、2019年7月にFrench Health Ministryの命令により製造中止となったが、イタリアではまだ使用できる。

## 関連記事
- クロルフェネシン
- グアイフェネシン
- メフェノキサロン
- メトカルバモール
- プレンデロール